# Alessandro Betti
Alessandro Betti (Milano, 10 settembre 1966) è un attore e comico italiano.

## Biografia
Nato a Milano da una famiglia originaria di Senigallia. Ha cominciato a fare l'attore a 16 anni, insieme a una compagnia amatoriale di nome Saccarina, riproponendo vecchi sketch di Totò e pezzi più originali. Ha frequentato per due anni Quelli di Grock, una scuola teatrale fondata da Maurizio Nichetti, Gero Caldarelli e Osvaldo Salvi, dove ha seguito corsi di recitazione, mimo e danza.
Nel 1998 ha ricevuto il premio della critica al concorso nazionale "Ugo Tognazzi" quando faceva parte del duo I Ragni. Nel 2002-2003 ha condotto, insieme a Davide Paniate, una trasmissione in diretta su Radio Kiss Kiss. Dall'ottobre 2007 al gennaio 2008 ha condotto, assieme a Davide Paniate e Andrea Santonastaso, il programma mattutino di Discoradio. La sua prima apparizione significativa in televisione è avvenuta nel 2006, nella versione italiana del programma statunitense, Saturday Night Live, dove faceva parte del cast fisso.
Nel 2007 è protagonista insieme ad Ale e Franz in Buona la prima!, sit-show di Italia 1, basato totalmente sull'improvvisazione, dove interpreta Sandro, l'amico imprevedibile, unico riconfermato del cast fisso per la seconda edizione del 2008, e insieme a Katia Follesa anche nel 2009. Sempre nel 2007 ha collaborato con i due comici nel film Mi fido di te, nel ruolo di un automobilista truffato. Nel 2008 interpreta il signor Bruno nella serie TV The Band. Nel 2014 è nel cast di Zelig dove interpreta Sdrumo, il rapper di Baranzate di Bollate dalle dubbie abilità. A ottobre 2016 recita assieme ad Alfredo Colina nella black comedy I due Cyrano al Teatro Martinitt di Milano. Nel gennaio 2019 è protagonista nella serie TV Scatola nera targata Prime Video. Nel dicembre 2021 è al cinema con Mollo tutto e apro un chiringuito. Nel 2023 entra nel cast di GialappaShow interpretando i personaggi Doc Doc, Jeremy Savage e il fachiro Tandoori

## Filmografia

### Cinema
- Mi fido di te, regia di Massimo Venier (2007)
- Il capitale umano, regia di Paolo Virzì (2014)
- Si muore tutti democristiani, regia de Il Terzo Segreto di Satira (2018)
- Una notte da dottore, regia di Guido Chiesa (2021)
- Mollo tutto e apro un chiringuito, regia de Il Terzo Segreto di Satira (2021)
- Natale a tutti i costi, regia di Giovanni Bognetti (2022)

### Televisione
- Love Bugs 2 – sitcom (2005)
- Sottopeso (2006)
- Buona la prima! (2007-2009, 2017, Italia 1)
- Piloti – sitcom (2007)
- Belli dentro – sitcom (2005-2008)
- Medici miei – sitcom (2008)
- The Band – sitcom (2008)
- Zelig (2010, 2013, 2014, Italia 1 poi Canale 5)
- Ale e Franz Sketch Show (2010, Italia 1)
- A&F - Ale e Franz Show (2011, Italia 1)
- In tour – serie TV (2011-2012)
- I Capatosta – sitcom (2015)
- Quelli che il calcio (2016, Rai 2)
- Saturday Night Live (2018, TV8)
- Scatola Nera – serie TV (2019)
- Improvviserai (2019, Rai 2)
- Un'ora sola vi vorrei di Enrico Brignano (2020, Rai 2)
- Ridatemi mia moglie, regia di Alessandro Genovesi – miniserie TV (2021)
- Zero (2022, Rai 2)
- GialappaShow (dal 2023, TV8)
- Michelle Impossible & Friends (2024, Canale 5)

## Teatro
- La prima parola di A. Betti e L. Sangalli, compagnia WYS I WIG (1988)
- Donna de Paradiso, da Jacopone da Todi, con la compagnia Nuova di Fabio Battistini (1989)
- Serendipity di A. Betti e L. Sangalli, regia A. Betti, compagnia WYS I WYG (1990)
- Frammenti di teatro, da Samuel Beckett, regia C. Gallarini, compagnia Pastificio Automatico (1990)
- Padre Kolbe di I. A. Chiusano, regia di Antonio Zanoletti (1991)
- La lingua dei ragni di e con A. Betti, A. Castellucci, W. Leonardi, L. Sangalli, compagnia La Soffitta delle Ortiche (1991)
- Di notte di notte ci va di camminare di S. Benni, regia di Cesare Gallarini, compagnia Pastificio Automatico (1992)
- Solo l'inizio di P. La Fonte, regia di L. Sangalli, compagnia La Soffitta delle Ortiche (1993)
- Hei John, da Saturday Night Live, regia di A. Betti, compagnia Les Cajuns (1994)
- Parole americane, da Jack Kerouac, Allen Ginsberg, G. Corso, regia A. Betti, compagnia Les Cajuns (1996)
- Rivoluzioni di A. Betti, A. Ciccognani, D. Lo Verde, W. Leonardi da La morte di Danton di G. Buchner, regia W. Leonardi, compagnia Sick Teatro (1997)
- Ripp-off di e regia di A. Betti, compagnia Les Cajuns (1998)
- Condominio di A. Betti, A. Ciccognani, D. Lo Verde, W. Leonardi, regia W. Leopardi, compagnia Sick Teatro (1999)
- Villa delirio di A. Betti, L. Alzati, D. Villa, regia W. Leopardi, compagnia DUO di PICCHE, produzione DI. A PI di Paolo Guerra (2000)
- Mi piace pensare che sia amore di Marco Posani, con A. Betti, Debora Villa, Antonio Cornacchione, regia C. Gallarini, produzione Zelig (2001)
- Maionese di A. Di Risio, P. Galassi, Burro Fuso, compagnia Maio (2002)
- Jena Ridens di A. Betti e P. Galassi, regia di P. Galassi, compagnia Maio (2005, 2007)
- I due Cyrano di C. Accordino, regia di C. Accordino, con Alfredo Colina, compagnia La Danza Immobile-Teatro Binario 7 (2016)